# Gravamen
Gravamen (łac. "uciążliwość", od gravare, obciążać) – cecha orzeczenia sądu lub organu administracji, polegająca na naruszeniu interesu strony postępowania. Wykazanie gravamen, tj. uprawdopodobnienie, że dane orzeczenie narusza prawa strony (tzw. pokrzywdzenie orzeczeniem), bywa warunkiem dopuszczalności środków odwoławczych (np. apelacji w polskim postępowaniu karnym i cywilnym).
Był środkiem odwoławczym m.in. od wyroków sądów grodzkich w I Rzeczypospolitej. Jego istota polegała na tym, że pozywano sędziego, jeśli odmawiał przyjęcia apelacji lub mocji. Jego wniesienie nie wstrzymywało jednak wykonania wyroku, podobnie jak obecnie ma to miejsce w przypadku kasacji. W 1538 roku wprowadzono zasadę, że jeśli sędzia utrudniał wniesienie odwołania, to wówczas podlegał karze 14 grzywien.